# Faithless
I Faithless sono un gruppo musicale inglese formatosi nel 1995.
La band definisce la propria musica come una fusione fra l'hip hop e la dance, sebbene i loro album contengano canzoni con una grande varietà di stili intrisi da sonorità trance e house.

## Storia del gruppo

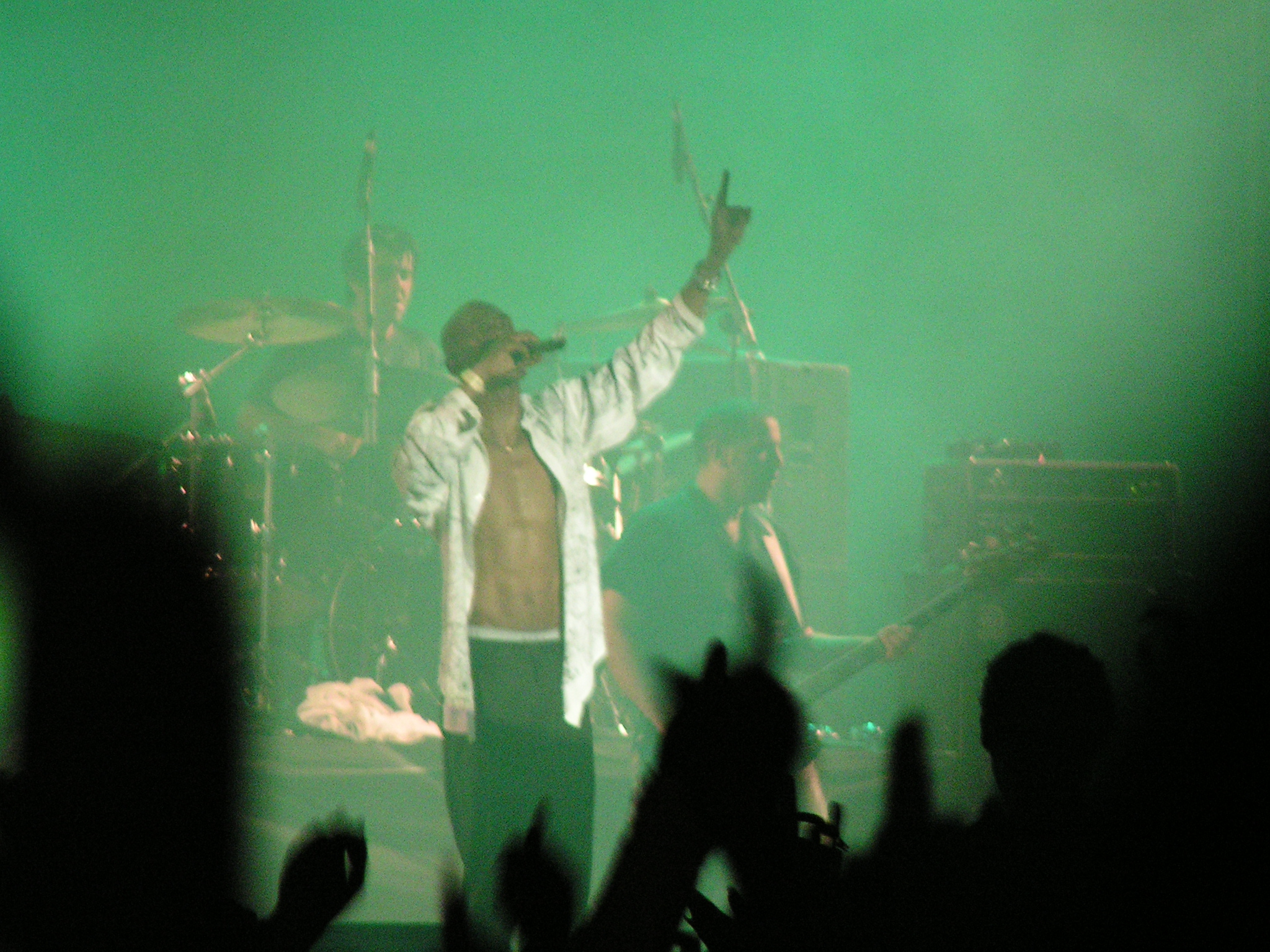
I Faithless suonano We Come 1 all'Orange Music Experience Festival, Haifa, 27 giugno 2005

I tre membri principali dei Faithless sono Maxi Jazz (vero nome Maxwell Fraser, nato a Londra il 14 giugno 1957 e morto nella stessa città il 23 dicembre 2022), Sister Bliss (vero nome Ayalah Deborah Bentovim, nata a Londra il 30 dicembre 1970) e Rollo (vero nome Rowland Constantine O'Malley Armstrong, nato a Londra il 29 aprile 1966). Jazz è il cantante, dallo stile prevalentemente rap: i testi della band presentano tematiche di carattere spirituale o sociopolitico. Sister Bliss assembla i pezzi elettronicamente, ma è capace anche di suonare pianoforte, violino, sassofono e basso. Rollo è il leader e produttore della band. In molte delle canzoni dei Faithless la voce femminile è di Pauline Taylor, che canta anche nei singoli prodotti da Rollo con gli pseudonimi Rollo Goes Mystic e Rollo Goes Spiritual.
Assieme ai tre membri fondatori, negli album dei Faithless sono sempre presenti anche musicisti ospiti. Jamie Catto era un membro originale della band, ma abbandonò il gruppo dopo il secondo album, Sunday 8PM. Al terzo album, Outrospective, collaborò Zoë Johnston, mentre il quarto album, No Roots vide LSK come quarto membro. Il gruppo inoltre si avvale di numerosi collaboratori per pezzi singoli: la cantante Dido, sorella di Rollo, ha collaborato periodicamente con i Faithless in almeno una canzone in ciascun album: sua la voce nel singolo Salva Mea (suo primo pezzo registrato in assoluto), in Flowerstand Man, Hem Of His Garment, One Step Too Far, No Roots e Last This Day.
A metà 2005 sono circolate voci secondo le quali i Faithless si sarebbero sciolti al termine del loro tour: tali voci erano state alimentate da quanto Rollo aveva scritto nel booklet dell'album No Roots, "Ci siamo messi al lavoro pensando che sarebbe stato il nostro ultimo album, visto che forse il nostro posticino al sole l'avevamo avuto". Tuttavia, una serie di nuove date dal vivo fece durare il tour sino al dicembre 2005, quindi la band pubblicò un greatest hits intitolato Forever Faithless - The Greatest Hits, che raggiunse la posizione n. 1 delle classifiche britanniche, e un nuovo album di studio il 27 novembre 2006, To All New Arrivals, da cui venne estratto il singolo Bombs, e partì quindi per un nuovo tour, The Bombs Tour.
Nell'agosto 2009 viene pubblicato il mix dub Sun to Me, tratto dall'album The Dance e pubblicato in download gratuito per gli iscritti al sito del gruppo. Nel maggio 2010 viene pubblicato il primo singolo ufficiale estratto dal disco, Not Going Home, mentre l'album esce pochi giorni dopo, esattamente il 16 maggio 2010. Nel 2010 il gruppo si esibisce al Glastonbury Festival dopo otto anni. Nel marzo 2011 Maxi Jazz annuncia un possibile scioglimento del gruppo. Nel 2012 e nel 2013 il gruppo si riunisce occasionalmente per alcuni concerti. Maxi Jazz, voce dei Faithless, che contribuì a fondare, muore nel dicembre 2022 all'età di 65 anni.

## Musica

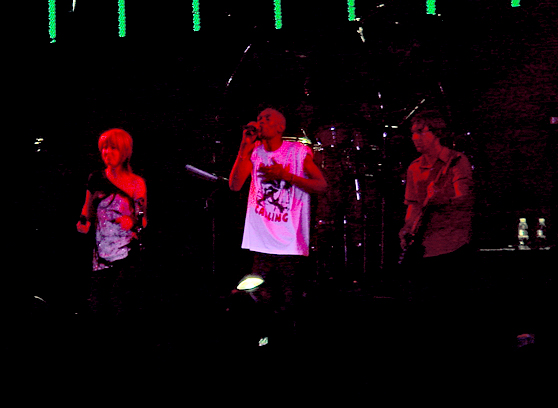
I Faithless (con Cass Fox) al Coachella Valley Music and Arts Festival, 27 aprile 2007

I Faithless hanno pubblicato finora sette album di inediti, di cui i primi quattro hanno progressivamente raggiunto posizioni sempre più alte nelle classifiche inglesi: Reverence (1996, n. 26), Sunday 8PM (1998, n. 10), Outrospective (2001, n. 4) e No Roots (2004, n. 1), un greatest hits nel 2005, To All New Arrivals (2006), The Dance (2010), All Blessed (2020). I primi album da studio sono tutti stati subito seguiti da un disco bonus di remix. Il 23 ottobre 2020 viene pubblicato il settimo album che segna il ritorno del gruppo dopo 10 anni dall'ultimo album.
Oltre ai propri album di studio come Faithless, ciascuno dei tre membri ha collaborato autonomamente a lavori di altri. Sister Bliss è una DJ di successo, si esibisce da sola e ha realizzato diversi remix di album di altri artisti, inoltre è comparsa nel video di Weekend di Paul Oakenfold. Maxi Jazz ha pubblicato un album da solista prima di formare i Faithless e ha collaborato al progetto 1 Giant Leap comparendo in una canzone accanto a Robbie Williams. Rollo ha fondato l'etichetta discografica Cheeky Records e ha prodotto musica di vari artisti, tra cui gli album della sorella Dido, e inoltre compone pezzi di musica dance con gli pseudonimi "Rollo Goes Camping/Mystic/Spiritual", "Felix", "Our Tribe" (con Rob Dougan) e "Dusted".
Inoltre, come Faithless i tre si occupano di remixare lavori di altri artisti o semplicemente li selezionano, ad esempio per la serie Back to Mine, serie di compilation curate volta per volta da artisti diversi, per la quale i Faithless hanno curato l'uscita numero cinque, o per The Bedroom Sessions o il progetto Renaissance 3D, in collaborazione con il club Renaissance.
Il 29 settembre 2006 è uscito il primo singolo da To All New Arrivals, Bombs, il cui video ha generato qualche polemica (l'emittente MTV si è rifiutata di trasmetterlo): il video presenta spezzoni alternati di scene di guerra e di tranquilla vita quotidiana. L'intento della band, come affermato dal regista Howard Greenhalgh, era mostrare l'incombente presenza della guerra, che infetta le vite di tutti e che sembra essere diventata la nostra normale condizione.

## Discografia

### Album in studio
- 1996 - Reverence
- 1998 - Sunday 8PM
- 2001 - Outrospective
- 2002 - Outrospective/Reperspective
- 2004 - No Roots
- 2004 - Everything Will Be Alright Tomorrow
- 2006 - To All New Arrivals
- 2010 - The Dance
- 2020 - All Blessed

### Album di remix
- 1996 - Reverence/Irreverence
- 1999 - Sunday 8PM/Saturday 3AM

#### Raccolte
- 2000 - Back to Mine: Faithless
- 2001 - The Bedroom Sessions
- 2005 - Forever Faithless - The Greatest Hits
- 2006 - Renaissance 3D
- 2009 - Insomnia: The best of Faithless

### Singoli
- 1995 - Salva Mea (da Reverence)
- 1995 - Insomnia (da Reverence)
- 1996 - Don't Leave (da Reverence)
- 1996 - Salva Mea (da Reverence)
- 1997 - Reverence (da Reverence)
- 1997 - Don't Leave (da Reverence)
- 1998 - God Is a DJ (da Sunday 8PM)
- 1998 - Take The Long Way Home (da Sunday 8PM)
- 1999 - Bring My Family Back (da Sunday 8PM)
- 2001 - We Come 1 (da Outrospective)
- 2001 - Muhammad Ali (da Outrospective)
- 2001 - Tarantula/Crazy English Summer (da Outrospective)
- 2002 - One Step Too Far (con Dido) (da Outrospective)
- 2004 - Mass Destruction (da No Roots)
- 2004 - I Want More (da No Roots)
- 2004 - Miss You Less See You More (da No Roots)
- 2005 - Salva Mea 2005 (da Forever Faithless - The Greatest Hits)
- 2005 - Why Go? (con Estelle) (da Forever Faithless - The Greatest Hits)
- 2005 - Insomnia 2005 (da Forever Faithless - The Greatest Hits)
- 2005 - Reasons (Saturday Night) (da Forever Faithless - The Greatest Hits)
- 2006 - Bombs (da To All New Arrivals)
- 2007 - Music Matters (da To All New Arrivals)
- 2007 - Hope & Glory (da To All New Arrivals)
- 2009 - Sun To Me (Faithless Dub)

## Videografia

### DVD
- 2001 - Live at The Melkweg Amsterdam
- 2005 - Forever Faithless - The Greatest Hits
- 2005 - Live at Alexandra Palace